# Eben, Knežova
Eben je naselje v Občini Knežova v Okraju Trg na Koroškem v Avstriji.